# Operação O Recebedor
Operação O Recebedor é uma operação da Polícia Federal do Brasil, deflagrada em 26 de fevereiro de 2016, como um desdobramento da Operação Lava Jato.

## Mandados
Foram cumpridos 44 mandados de busca e apreensão e sete mandados de condução coercitiva em Goiás e em mais seis unidades da federação. Participaram da operação 180 policiais federais.

## Atuação
A Polícia Federal e Ministério Público Federal em Goiás (MPF-GO) encontraram indícios de pagamento de propina, formação de cartel e superfaturamento em obras de ferrovias. A Operação "O Recebedor" investiga mais de R$ 630 milhões em desvios somente em Goiás, entre 2006 e 2011.
“Nós temos alguns inquéritos em andamento e outros encerrados que apuraram o superfaturamento das obras da Ferrovia Norte-Sul e Leste-Oeste, apenas nos trechos goianos, em média de R$ 600 milhões”, afirmou o delegado Ramon Menezes, presidente do inquérito junto à PF.
De acordo com as investigações, empreiteiras combinavam entre si os valores dos lances que seriam dados durante as licitações para as obras das ferrovias, o que configura o cartel.

## Acordo de leniência
O esquema começou a ser investigado após um acordo de leniência firmado com a construtora Camargo Corrêa. Em acordos do tipo, uma empresa envolvida em algum tipo de ilegalidade denuncia o esquema e se compromete a auxiliar um órgão público na investigação. Em troca, pode receber benefícios, como redução de pena e até isenção do pagamento de multa.

### Devolução de recursos
Segundo o MPF-GO, a Camargo Corrêa se comprometeu a restituir 700 milhões de reais aos cofres públicos, dos quais 75 milhões de reais destinados a ressarcir os danos acusados à Valec.